# Klasztor Sopwell
Klasztor Sopwell (ang. Sopwell Priory, Sopwell Nunnery) - średniowieczny klasztor w St Albans w hrabstwie Hertfordshire w Anglii.
Legenda mówi, że miejsce to zamieszkiwały dwie kobiety-pustelniczki. W 1141 opat St Albans Geoffrey de Gorham, będąc pod wrażeniem ich poświęcenia ufundował tu klasztor dla "trzynastu wybranych dziewic". Patronką klasztoru ustanowiono Maryję, a nazwa Sopwell przyjęta została od nazwy strumienia, w którym pustelniczki maczały chleb. Wodą ze źródła tegoż strumienia miał być uleczony Uther Pendragon.
Klasztor istniał przez prawie 400 lat. W 1481 matka przełożona Juliana Berners opublikowała "The Book of St Albans" ("Księga St Albans") poświęconą polowaniu. Była to jedna z pierwszych książek wydrukowanych w Anglii. Legenda głosi, iż w klasztorze przebywała Anna Boleyn zanim poślubiła Henryka VIII.
W roku 1537 Henryk VIII sprzedał posiadłość wojskowemu architektowi Sir Richardowi Lee. Sir Richard wyburzył klasztor, a na jego fundamentach wybudował własną posiadłość zwaną Lee Hall. Później rozpoczął rozbudowę, która nigdy nie została ukończona. Sir Richard zmarł w 1575.
Obecnie widoczne ruiny są pozostałością nieukończonej budowli Lee. 
W 1673 nieukończona budowla została częściowo rozebrana, a jej elementy użyte do odbudowy siedziby Sir Nicholasa Bacona w Gorhambury. W owym czasie usunięto także rzymskie płaskorzeźby, które przeniesiono do Sailsbury Hall w Shenley, Hertfordshire.
Klasztor Sopwell zarejestrowany jest jako zabytek (ang. Scheduled Ancient Monument) i chroniony przez prawo.